# Charné Griesel
Charné Griesel, née le 20 juillet 2000, est une judokate sud-africaine.

## Carrière
Charné Griesel est médaillée de bronze dans la catégorie des moins de 52 kg aux championnats d'Afrique de judo 2020 à Antananarivo ainsi qu'aux championnats d'Afrique 2021 à Dakar, aux championnats d'Afrique de judo 2022 à Oran ainsi qu'aux championnats d'Afrique 2023 à Casablanca et aux Jeux africains de 2023 à Accra.
.